# Сіссонвілл (Західна Вірджинія)
Сіссонвілл (англ. Sissonville) — переписна місцевість (CDP) в США, в окрузі Кенова штату Західна Вірджинія. Населення — 4084 особи (2020).

## Географія
Сіссонвілл розташований за координатами 38°30′7″ пн. ш. 81°38′9″ зх. д. / 38.50194° пн. ш. 81.63583° зх. д. (38.501979, -81.635941).  За даними Бюро перепису населення США в 2010 році переписна місцевість мала площу 33,26 км², з яких 33,03 км² — суходіл та 0,23 км² — водойми.

## Демографія
Згідно з переписом 2010 року, у переписній місцевості мешкало 4028 осіб у 1678 домогосподарствах у складі 1169 родин. Густота населення становила 121 особа/км².  Було 1792 помешкання (54/км²).
Расовий склад населення:
| - 98,9 % — білих - 0,3 % — чорних або афроамериканців - 0,2 % — корінних американців - 0,1 % — азіатів |

До двох чи більше рас належало 0,4 %. Частка іспаномовних становила 0,5 % від усіх жителів.
За віковим діапазоном населення розподілялося таким чином: 22,0 % — особи молодші 18 років, 61,1 % — особи у віці 18—64 років, 16,9 % — особи у віці 65 років та старші. Медіана віку мешканця становила 41,9 року. На 100 осіб жіночої статі у переписній місцевості припадало 90,4 чоловіків;  на 100 жінок у віці від 18 років та старших — 87,9 чоловіків також старших 18 років.
Середній дохід на одне домашнє господарство  становив 57 916 доларів США (медіана — 39 398), а середній дохід на одну сім'ю — 71 063 долари (медіана — 66 429). За межею бідності перебувало 17,4 % осіб, у тому числі 27,6 % дітей у віці до 18 років та 5,2 % осіб у віці 65 років та старших.
Цивільне працевлаштоване населення становило 2037 осіб. Основні галузі зайнятості: освіта, охорона здоров'я та соціальна допомога — 20,6 %, транспорт — 12,9 %, науковці, спеціалісти, менеджери — 12,1 %.